# Europese Reizigersfederatie
De Europese Reizigersfederatie, meer bekend onder de Engelse naam en afkorting van European Passengers' Federation (EPF), is een federatie van reizigersvertegenwoordigerorganisaties in Europa om gezamenlijk de reizigersbelangen op Europees niveau te behartigen. De federatie is op 18 oktober 2002 opgericht als internationale vereniging zonder winstoogmerk en heeft haar secretariaat en adres in Gent. De voorzitter was tot maart 2017 Trevor Garrod van de Britse reizigersorganisatie "Railfuture". Sindsdien is Josef Schneider voorzitter van de Raad van Bestuur en Michel Quidort voorzitter van de Algemene Vergadering van de leden.

## Activiteiten

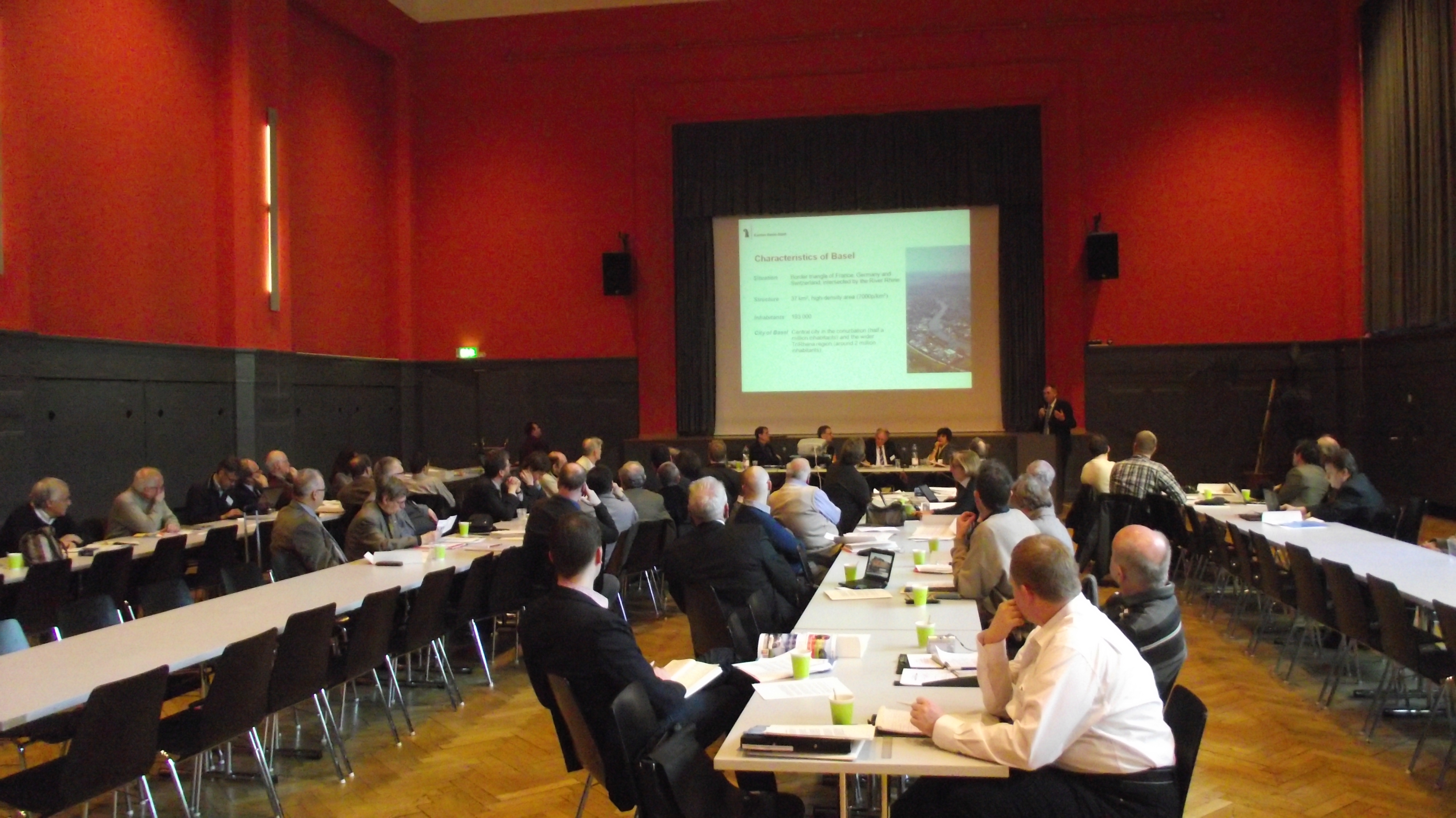
De 2013 conferentie in Bazel

Jaarlijks wordt een conferentie gehouden in een Europese stad. In 2019 was dat op 7 en 8 juni in Stockholm. Er wordt gelobbyd en samengewerkt met diverse Europese organisaties, zoals het Europees Parlement, de Europese Commissie en de diverse Europese belangenorganisaties in de spoor- en vervoersector (zie links op de website).